# Буц, Эрл
Эрл Буц (англ. Earl Butz; 3 июля 1909 — 2 февраля 2008) — американский политик, министр сельского хозяйства США (1971—1976).

## Биография
Буц родился в Альбионе (Индиана). Рос на молочной ферме в округе Нобл. Эрл был старшим ребёнком в семье и в детстве работал на ферме родителей площадью в 160 акров. В 1932 году получил степень бакалавра сельскохозяйственных наук, а в 1937 году — докторскую степень в области экономики сельского хозяйства в Университете Пердью.
В 1930 году Буц познакомился с Мэри Эммой Пауэлл (1911—1995) из Северной Каролины, и они поженились через 7 лет. У пары родилось два сына, Уильям и Томас.
На протяжении жизни Буц работал в отрасли сельского хозяйства и в итоге стал министром сельского хозяйства США в 1971 году. Занимая эту должность, политик попадал в скандалы из-за своих высказываний, после чего 4 октября 1976 года подал в отставку.
В 1981 году Буц был осуждён за мошенничество с занижением своего дохода, заработанного в 1978 году, но вышел из тюремного заключения раньше срока за хорошее поведение.
На момент смерти Буц был самым старым из ныне живущих бывших членов кабинета министров за всю историю.